# Xã Stanton, Quận Fillmore, Nebraska
Xã Stanton (tiếng Anh: Stanton Township) là một xã thuộc quận Fillmore, tiểu bang Nebraska, Hoa Kỳ. Năm 2010, dân số của xã này là 695 người.